# La Clau de Miralles
La Clau de Miralles és una obra de Veciana (Anoia) inclosa a l'Inventari del Patrimoni Arquitectònic de Catalunya.

## Descripció
Nucli format per tres cases (Cal Ginjol, Cal Masuc, Cal Gironella). És interessant la que queda a nivell més baix, Cal Masuc, que conserva bona part de l'estructura original. El cos principal és de planta rectangular coberta a una vessant. Hi ha altres dependències, entre les quals destaca un antic celler (actualment garatge) que conserva alguns arcs i part de la volta de pedra. A la porta d'entrada de la casa hi ha una llinda de pedra amb la data inscrita del 1906. Al costat de la porta hi ha una font feta amb la porta d'un forn de pa de la casa on hi ha la data del 1763.

## Història
L'annexió dels termes de Miralles i Veciana ha fet desaparèixer l'antic enclavament dit la Clau de Miralles on residien el 1860 tres famílies, i situat prop de l'inici de la Clau Reial dels Prats. S'anomenava també en els segles XV-XVI-XVII la Clau de l'Albereda.